# Eremo di Santa Maria della Stella

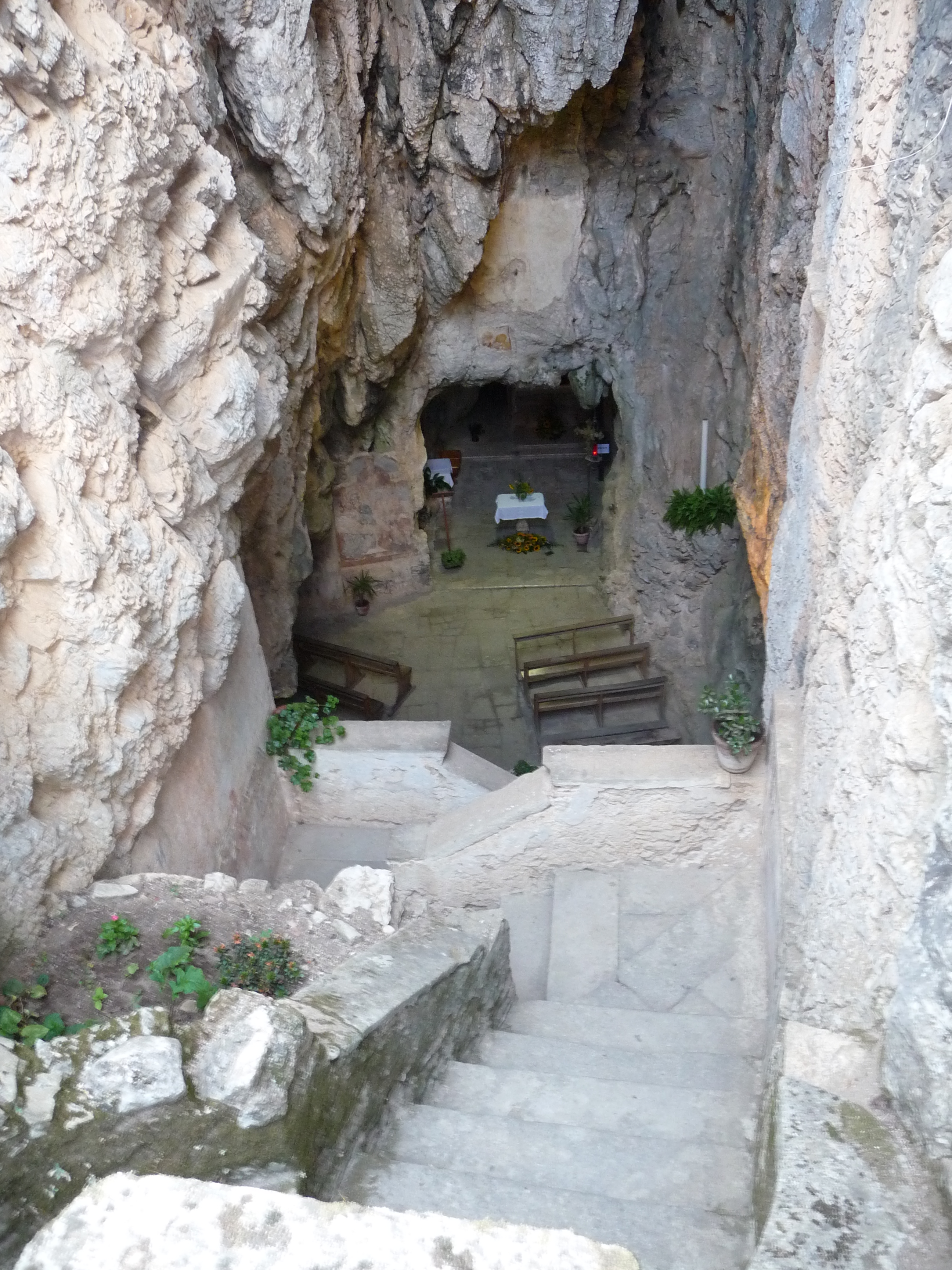
Cueva de Monte Stella

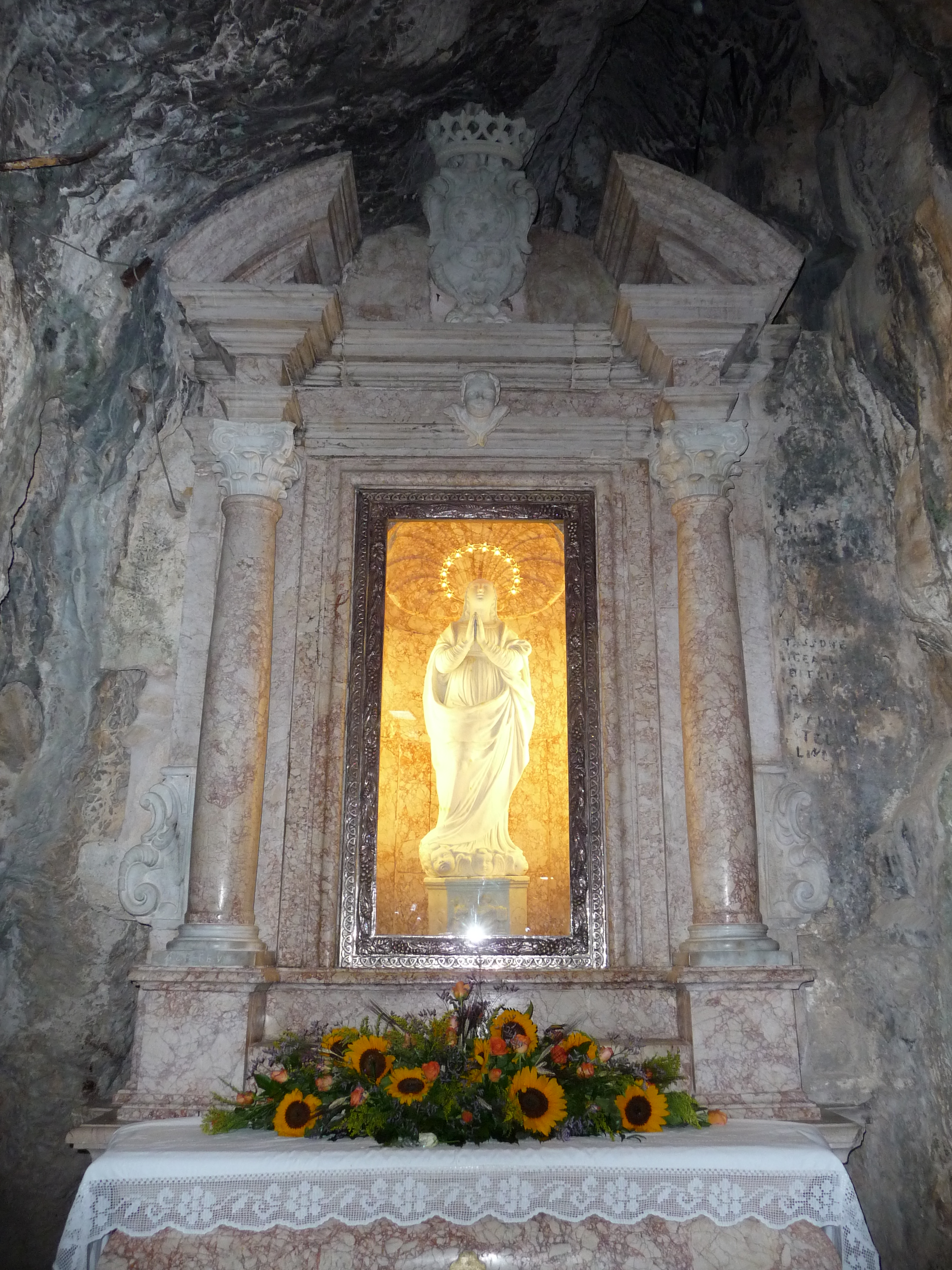
Madonna della Estrella (en dialecto calabrese:Madonna da Stida

El Eremo di Santa Maria della Stella o Santuario de Monte Stella (en español: Ermita de Santa Maria della Estrella) es una ermita del Monte Stella en Pazzano (Provincia di Reggio Calabria - Italia), creado en el interior de una cueva.

## Historia
El primero documiento sobre la ermita es el codico griego 598 de París, que contiene las obras de San Efrén diácono, y compuesto por Michael Monaco.
Desde ermita de iglèsia bizantina,  se hace tan largo de los años santuario de la Iglesia Católica, e los viejos iconos bizantinos son abandonados a favor de la estatua de la Madonna della Stella.
En el siglo XV el santuario se hace indipendente de Sa Giovanni Theresti y los basilianos dejar la ermita en el 1670. El ermita, 
sin embargo, permanece al orden de San Basilio hasta el 1946.
El primer párroco fue supuestamente Marcello Jhodarelli en 1670.
En el 1965 don Mario Squillace, el párroco de Pazzano, escribe un libro todo sobre la ermita: ' eremo di S. Maria della  y en el 1998 en la colección de poesía A terra mia de Giuseppe Coniglio dedica el poema: A stida.

## Fiesta
El 15 de agosto de cada año se hace una peregrinación a la capilla de la cueva de la Virgen de la estrella.
Suba una carretera de montaña (sólo para las personas) con una fuerte pendiente desde la "Fuente Vieja" en la ciudad de Pazzano y se puede llegar casi a la cima, cerca de la cueva.
La fiesta celebra la Asunción de la Virgen María, que conmemora la Dormición de la Virgen bizantina.

## Bibliografía

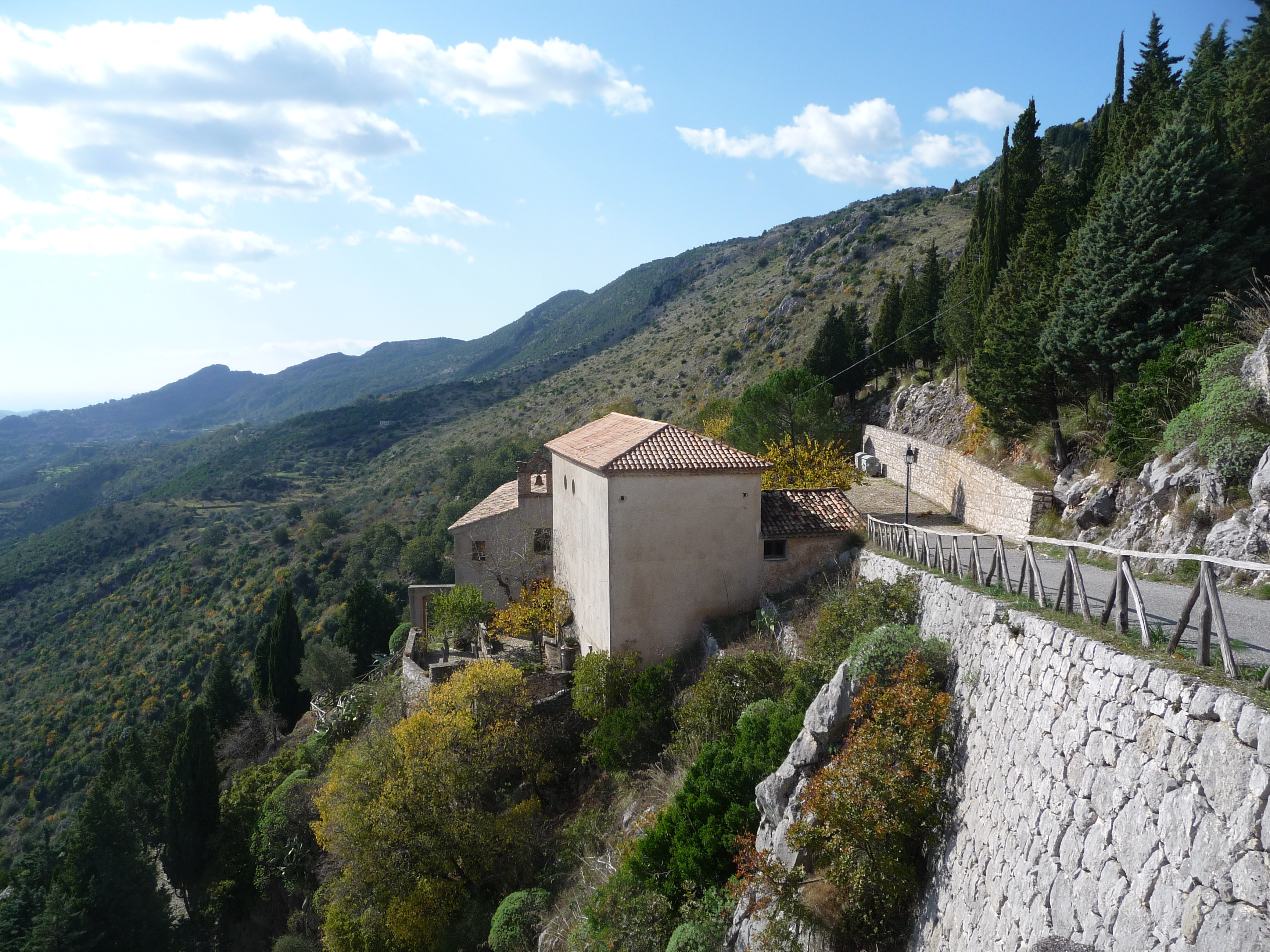
Convento di Monte Stella a Pazzano